# Mixtopagurus paradoxus
Mixtopagurus paradoxus är en kräftdjursart som beskrevs av Alphonse Milne-Edwards 1880. Mixtopagurus paradoxus ingår i släktet Mixtopagurus och familjen Pylochelidae. Inga underarter finns listade i Catalogue of Life.